# Fritz Neef

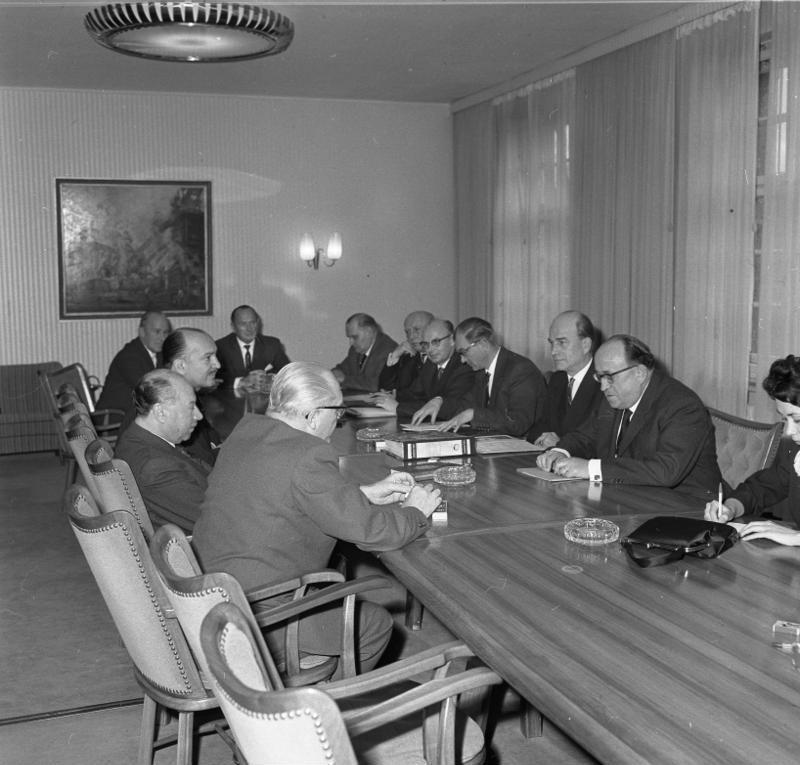
Fritz Neef (4. von rechts) in einer Konferenz mit dem irakischen Ölminister Mohamed Salman (BMWi Bonn, 27. November 1961).

Fritz Neef (* 10. Januar 1913 in Dresden; † 29. August 1979 in Holz (Lindlar)) war ein deutscher Verwaltungsbeamter, Staatssekretär und Wirtschaftsfunktionär.

## Leben
Neef, Sohn eines Eisenbahnzugführers, studierte zwischen 1932 und 1942 an den Universitäten Leipzig, Innsbruck, Bari, Berlin, an der Deutschen Universität Prag und der TH Dresden. Von 1935 bis 1939 arbeitete er als Abteilungsleiter in der Prüfungsstelle Glasindustrie. Diese Arbeit schlug sich in seiner Promotion 1942 in Prag an der Rechts- und Staatswissenschaftlichen Fakultät thematisch nieder. Von 1939 bis 1941 leistete er Kriegsdienst als Soldat der Wehrmacht. Von 1943 bis 1945 war er als Regierungsrat und Referent im Reichswirtschaftsministerium tätig.
Von 1946 bis 1949 arbeitete er im Zentralamt für Wirtschaft und Verwaltungsamt für Wirtschaft des Vereinigten Wirtschaftsgebietes. Mit Gründung der Bundesrepublik Deutschland arbeitete er ab 1949 im Bundesministerium für Wirtschaft und wurde dort 1962 Leiter der Montan-Abteilung und 1963 beamteter Staatssekretär. Vom 31. Januar 1968 bis zum Regierungswechsel 1969 wirkte er in gleicher Funktion im Bundesministerium für Ernährung, Landwirtschaft und Forsten. In dieser Zeit errichtete er eigenhändig ein Wochenendhaus im Bergischen Land. Von 1969 bis 1977 war er Hauptgeschäftsführer des Bundesverbandes Deutscher Industrie.
Neef hatte zwei Söhne. Er starb im Alter von 66 Jahren in Holz über Lindlar.

## Ehrungen
- 1969: Großes Verdienstkreuz der Bundesrepublik Deutschland
- 1973: Großes Verdienstkreuz mit Stern der Bundesrepublik Deutschland[5]
- 1978: Großes Verdienstkreuz mit Stern und Schulterband der Bundesrepublik Deutschland

## Schriften
- Die Stellung der deutschen Hohlglasindustrie in der deutschen Aussenwirtschaft, Prag, Rechts- und staatswissenschaftliche Fakultät, Dissertation vom 30. Mai 1942
- Industriepolitik ohne Unternehmer?, Fromm Druckhaus, Osnabrück, ISBN 3772950205
- Entscheidung für Europa, in: Gerhard Schröder u. a. (Hrsg.): Ludwig Ehrhard. Beiträge zu seiner politischen Biographie, Festschrift zum 75. Geburtstag, Frankfurt/Main, Wien, Berlin 1972, S. 337–342